# 1984 у літературі

## Нагороди
- Букерівська премія: Аніта Брукнер, «Готель „Біля озера“»
- Премія Неб'юла за найкращий роман: Вільям Гібсон, «Нейромантик»
- Премія Неб'юла за найкращу повість: Джон Варлі, «Натисніть Enter» (Press ENTER■)
- Премія Неб'юла за найкраще оповідання: Ґарднер Дозуа, «Ранкова дитина»

## Народились
- 19 лютого — Марісса Маєр, американська письменниця
- 12 липня — Аманда Гокінґ, американська фентезі-письменниця
- 10 грудня — Гелен Оєємі, британська письменниця.

## Померли
- 12 лютого — Хуліо Кортасар, аргентинський письменник (народився 1914).
- 25 серпня — Трумен Капоте, американський письменник (народився у 1924).
- 17 жовтня — Еміліан Нестерович Буков, молдовський радянський письменник і поет (народився в 1909).
- 10 листопада — Ксав'є Герберт, австралійський письменник (народився у 1901).

## Нові книжки
- Єн Бенкс — Осина фабрика
- Джеймс Баллард — Імперія сонця
- Марґеріт Дюрас — Коханець
- Фредерік Форсайт — Четвертий протокол
- Вільям Ґібсон — Некромант
- Мілан Кундера — Неймовірна легкість буття
- Джон Апдайк — Іствідські відьми